# 先前儀三郎
先前 儀三郎（さきまえ ぎさぶろう）は、日本の政治家。元中浜村会議員。元佐斐神区区長。
先前の曾孫にあたる川本浅夫（井東建設の元代表取締役）の義父は井東安久（井東建設の元代表取締役）である。

## 来歴・人物
明治34年（1901年）中浜村会議員当選（補、辞）。
明治40年（1907年）中浜村会議員当選。
鳥取県西伯郡中浜村大字佐斐神（現境港市）に居住した。大正元年（1912年）12月『山陰実業名鑑』によれば、地価額は「四百三十九円七十七銭」である。

## 関連
- 中浜村